# أولاد عبدالله (الخالفية)
أولاد عبد الله هي إحدى مشيخات المملكة المغربية، تتبع جغرافيا لإقليم الفقيه بن صالح وإداريًا لالخالفية. يقدر عدد سكانها بـ 4260 نسمة حسب الإحصاء الرسمي للسكان والسكنى لسنة 2004.